# Långsjön (Hassela socken, Hälsingland)
Långsjön är en sjö i Hudiksvalls kommun och Nordanstigs kommun i Hälsingland och ingår i Harmångersåns huvudavrinningsområde. Sjön har en area på 0,452 kvadratkilometer och ligger 333,2 meter över havet. Sjön avvattnas av vattendraget Harmångersån (Kölån).

## Delavrinningsområde
Långsjön ingår i det delavrinningsområde (689918-151901) som SMHI kallar för Utloppet av Långsjön. Medelhöjden är 369 meter över havet och ytan är 8,07 kvadratkilometer. Räknas de 2 avrinningsområdena uppströms in blir den ackumulerade arean 14,79 kvadratkilometer. Avrinningsområdets utflöde Harmångersån (Kölån) mynnar i havet. Avrinningsområdet består mestadels av skog (88 procent). Avrinningsområdet har 0,45 kvadratkilometer vattenytor vilket ger det en sjöprocent på 5,6 procent.